# Équipe cycliste ATT Investments
L'équipe cycliste ATT Investments est une équipe cycliste tchèque, ayant le statut d'équipe continentale depuis 2020. Elle est basée à Prague.

## Histoire de l'équipe
L'équipe est fondée en 2011 et détient une licence d'équipe continentale depuis la saison 2020. Le sponsor principal depuis 2021 est le groupe d'investissement du même nom, ATT Investments CZ. L’objectif initial de l'équipe est de soutenir et de promouvoir les coureurs espoirs (moins de 23 ans) sur leur chemin vers l'élite. La principale zone d'opération est constituée des courses d'Europe de l'Est et du Sud-Est de l'UCI Europe Tour. En 2023 et 2024, les coureurs de l’équipe ont remporté dix victoires.
Après avoir été la sixième meilleure équipe continentale européenne au classement UCI en 2024, la direction vise la première place en 2025. L’équipe a également subi une restructuration importante. Parmi les 18 coureurs de l'équipe, 11 sont de nouvelles recrues venues de République tchèque et des pays voisins, Pologne, Slovaquie et Hongrie. L'équipe est constituée de telle manière qu'elle peut participer à deux programmes de course parallèles. Lors de cette saison 2025, Otokar Fiala, en provenance du concurrent national Elkov-Kasper et Juraj Sagan de l'équipe Pierre Baguette Cycling ont été recrutés pour la gestion sportive.

## Principales victoires

### Courses d'un jour
- GP Gorenjska : 2024 (Michal Schuran)
- Silesian Classic : 2024 (Jakub Otruba)

### Courses par étapes
- South Aegean Tour : 2023 (Jakub Otruba)
- Tour of Malopolska : 2023 (Márton Dina)
- Tour de Bulgarie : 2023 (Michal Schuran)

### Championnats nationaux
- Championnats de Slovaquie sur route : 3
  - Course en ligne : 2023 (Matúš Štoček)
  - Contre-la-montre : 2023 (Matúš Štoček)
  - Contre-la-montre espoirs :  2024 (Matthias Schwarzbacher)
- Championnats de Tchéquie sur route : 3
  - Contre-la-montre : 2023 (Jakub Otruba)
  - Course en ligne espoirs : 2020 (Vojtěch Řepa), 2024 (Matyáš Fiala)

## Classements UCI
L'équipe participe aux épreuves des circuits continentaux et en particulier de l'UCI Europe Tour. Les tableaux ci-dessous présentent les classements de l'équipe sur les différents circuits, ainsi que son meilleur coureur au classement individuel.
UCI Europe Tour
| UCI Europe Tour | UCI Europe Tour        | UCI Europe Tour                           | UCI Europe Tour |
| Année           | Classement par équipes | Meilleur coureur au classement individuel |                 |
| --------------- | ---------------------- | ----------------------------------------- | --------------- |
| 2020            | 35e                    | Vojtěch Řepa (184e)                       |                 |
| 2021            | 50e                    | Tomáš Bárta (437e)                        |                 |
| 2022            | 33e                    | Tomáš Bárta (282e)                        |                 |
| 2023            | 17e                    | -                                         |                 |
|                 |                        |                                           |                 |
| Source : UCI    |                        |                                           |                 |

L'équipe est également classée au Classement mondial UCI qui prend en compte toutes les épreuves UCI et concerne toutes les équipes UCI.
| Classement mondial | Classement mondial     | Classement mondial                        | Classement mondial |
| Année              | Classement par équipes | Meilleur coureur au classement individuel |                    |
| ------------------ | ---------------------- | ----------------------------------------- | ------------------ |
| 2020               | 60e                    | Vojtěch Řepa (220e)                       |                    |
| 2021               | 77e                    | Tomáš Bárta (544e)                        |                    |
| 2022               | 59e                    | Tomáš Bárta (352e)                        |                    |
| 2023               | 40e                    | Jakub Otruba (265e)                       |                    |
| 2024               | 43e                    | Márton Dina (306e)                        |                    |
|                    |                        |                                           |                    |
| Source : UCI       |                        |                                           |                    |

## ATT Investments en 2025
Effectif
| Effectif 2025            | Effectif 2025     | Effectif 2025 | Effectif 2025                              |
| Cycliste                 | Date de naissance | Pays          | Équipe précédente                          |
| ------------------------ | ----------------- | ------------- | ------------------------------------------ |
| Alan Banaszek            | 30 octobre 1997   | Pologne       | Mazowsze Serce Polski (2024)               |
| Norbert Banaszek         | 18 juin 1997      | Pologne       | Mazowsze Serce Polski (2024)               |
| Martin Bárta             | 22 mai 2005       | Tchéquie      | Lotto Kern-Haus PSD Bank (2024)            |
| Jan Bittner              | 23 juin 2005      | Tchéquie      |                                            |
| Marceli Bogusławski      | 7 septembre 1997  | Pologne       | Alpecin-Deceuninck Development Team (2024) |
| Marcin Budziński         | 24 avril 1998     | Pologne       | Mazowsze Serce Polski (2024)               |
| Dominik Dunár            | 30 août 2005      | Slovaquie     | Willebrord Wil Vooruit (2023)              |
| Matyáš Fiala             | 15 mars 2003      | Tchéquie      |                                            |
| Michael Kukrle           | 17 novembre 1994  | Tchéquie      | Felt Felbermayr (2024)                     |
| Alberto Monti            | 23 février 2004   | Tchéquie      |                                            |
| Dominik Neuman           | 23 octobre 1995   | Tchéquie      | Elkov-Kasper (2023)                        |
| Barnabás Peák            | 29 novembre 1998  | Hongrie       | Adria Mobil (2024)                         |
| Piotr Pękala             | 4 août 1998       | Pologne       | Santic-Wibatech (2024)                     |
| Jiří Pospíšil            | 11 juillet 2005   | Tchéquie      | AC Sparta Praha (2024)                     |
| Filip Řeha               | 12 mars 2001      | Tchéquie      | Elkov-Kasper (2023)                        |
| Jakub Říman              | 23 novembre 2000  | Tchéquie      | Pierre Baguette Cycling (2024)             |
| Daniel Turek             | 19 janvier 1993   | Tchéquie      | Felbermayr Simplon Wels (2022)             |
| Šimon Vaníček            | 1 octobre 1999    | Tchéquie      |                                            |
| Martin Voltr             | 27 décembre 2001  | Tchéquie      | Pierre Baguette Cycling (2024)             |
|                          |                   |               |                                            |
| Source : ProCyclingStats |                   |               |                                            |

Victoires
| Victoires | Victoires | Victoires | Victoires | Victoires | Victoires |
| Date      | Course    | Pays      | Classe    | Vainqueur |           |
| --------- | --------- | --------- | --------- | --------- | --------- |

## Liens extrenes
- Site officiel
- ATT Investments sur ProCyclingStats.com